# Kumma
Kumma – wieś w Estonii, prowincji Rapla, w gminie Kehtna.